# Franco Brusati
Pour les articles homonymes, voir Brusati.
Franco Brusati, né le 4 août 1922 à Milan et mort le 28 février 1993 à Rome, est un dramaturge, scénariste et réalisateur italien.

## Biographie
Brusati est né à Milan le 4 août 1922,. Après des études en Italie, en Suisse et en Angleterre, il obtient une licence en droit et en sciences politiques. Il devient ensuite collaborateur de L'Europeo, où il traite notamment des arts du spectacle.
Plus tard, à la fin des années 1940, il s'installe à Rome, devient assistant réalisateur de Roberto Rossellini et de Renato Castellani, et écrit des scénarios pour Mario Monicelli, Carlo Lizzani, Francesco Rosi et Luciano Emmer, dont il devient également le collaborateur pour Dimanche d'août (1949). En 1956, il réalise son premier film, Le Patron, c'est moi, d'après le roman éponyme d'Alfredo Panzini, et acquiert ainsi une visibilité discrète.
Au sein d'une production inégale, ses plus grands succès auprès du public et de la critique sont Les Tulipes de Haarlem (1970), Pain et Chocolat (1974) avec Nino Manfredi, et Oublier Venise (1979), un film qui marque sa maturité avec de fortes références à Ingmar Bergman et Luchino Visconti, qui a obtenu une nomination à l'Oscar du meilleur film étranger.
Cinéaste sensible et élégant, il est l'auteur d'un cinéma cultivé et européen. Dans ses œuvres, il a injecté un lyrisme crépusculaire et mélancolique d'inspiration littéraire, visant à analyser les psychologies et les sentiments, mais aussi capable de capturer des moments burlesques et d'enquêter sur certains malaises existentiels qui lui sont contemporains et sur des thèmes importants tels que l'émigration italienne (Pain et Chocolat) ou la mémoire (Oublier Venise), toujours dans une vision amère et désenchantée de la réalité.
À la fin des années 1950, il commence à écrire pour le théâtre, avec la comédie Il benessere, co-écrite avec Fabio Mauri et portée à la scène par Laura Adani, dans une mise en scène de Luigi Squarzina. Ses comédies ont été interprétées par certains des plus grands acteurs italiens, de Renzo Ricci à Anna Proclemer, d'Enrico Maria Salerno à Giorgio Albertazzi, de Paolo Stoppa à Rina Morelli. Parfois, la mise en scène était supervisée par Brusati lui-même.

## Théâtre
- 1962 : Flora de Fabio Mauri et Franco Brusati, mise en scène Jules Dassin, Théâtre des Variétés
- 1978 : Lundi, la fête de Franco Brusati, mise en scène Jacques Rosny, Théâtre Michel
- 1994 : La Femme sur le lit de Franco Brusati, mise en scène Antonio Arena, Théâtre national de la Colline

## Filmographie

### Comme scénariste
- 1950 : Due mogli sono troppe (en) de Mario Camerini
- 1950 : Mara fille sauvage (Il brigante Musolino) de Mario Camerini
- 1950 : Dimanche d'août (Domenica d'agosto) de  Luciano Emmer
- 1950 : Acte d'accusation (Atto d'accusa) de Giacomo Gentilomo
- 1951 : Senza bandiera (en) de Lionello De Felice
- 1951 : Anna de  Alberto Lattuada
- 1952 : Une femme pour une nuit (Moglie per una notte) de  Mario Camerini
- 1952 : La Fille du corsaire noir (Jolanda la figlia del corsaro nero) de  Mario Soldati
- 1952 : Violence charnelle (Art. 519 codice penale) de Leonardo Cortese
- 1952 : Le Roman de ma vie (Il romanzo della mia vita) de Lionello De Felice
- 1952 : La Machine à tuer les méchants (La macchina ammazzacattivi) de  Roberto Rossellini
- 1953 : Les Infidèles (Le infedeli) de  Mario Monicelli
- 1953 : Les Héros du dimanche (Gli eroi della domenica) de  Mario Camerini
- 1953 : L'Âge de l'amour (L'età dell'amore) de Lionello De Felice
- 1954 : Les Trois Voleurs (I tre ladri) de  Lionello De Felice
- 1954 : Un siècle d'amour (Cento anni d'amore) de  Lionello De Felice
- 1954 : Torpilles humaines (Siluri umani) d'Antonio Leonviola
- 1954 : Ulysse (Ulisse) de Mario Camerini
- 1955 : Le Patron, c'est moi (Il padrone sono me) de lui-même
- 1960 : Les Adolescentes (I dolci inganni) d'Alberto Lattuada
- 1962 : Le Désordre (Il disordine) de lui-même
- 1962 : Smog de Franco Rossi
- 1963 : Via Margutta
- 1964 : Amori pericolosi
- 1968 : Assis à sa droite
- 1968 : Roméo & Juliette (Romeo and Juliet) de Franco Zeffirelli
- 1968 : La Fille qui ne savait pas dire non (Il suo modo di fare) de lui-même
- 1970 : Les Tulipes de Haarlem (I tulipani di Haarlem) de lui-même
- 1970 : Le Jardin des Finzi-Contini (Il giardino dei Finzi-Contini) de Vittorio De Sica
- 1973 : Pain et chocolat (Pane e cioccolata) de Franco Brusati
- 1982 : Le Bon Soldat (Il buon soldato) de lui-même
- 1989 : Lo zio indegno de lui-même

### Comme réalisateur
- 1955 : Le Patron, c'est moi (Il padrone sono me)
- 1962 : Le Désordre (Il disordine)
- 1968 : La Fille qui ne savait pas dire non (Il suo modo di fare)
- 1970 : Les Tulipes de Haarlem (I tulipani di Haarlem)
- 1973 : Pain et Chocolat (Pane e cioccolata)
- 1979 : Oublier Venise (Dimenticare Venezia)
- 1982 : Le Bon Soldat (Il buon soldato)
- 1989 : Lo zio indegno